# Escudo de Wandsworth
El Escudo de Wandsworth es la pieza central o umbo de un escudo circular de bronce, decorado en el estilo La Tène. 
Fue encontrado en el río Támesis en Wandsworth (Londres), en algún momento antes de 1849. Al mismo tiempo que esta, se encontró otra pieza de un escudo de bronce, a la que a veces se le llama Escudo Máscara de Wandsworth. Ambas piezas de escudo se encuentran en el Museo Británico. La decoración de la parte plana está compuesta por dos pájaros estilizados con largos cuerpos como volutas. Esto ha llevado a Barry Cunliffe, profesor de arqueología europea de la Universidad de Oxford, a considerar este escudo «una de las obras maestras de arte celta británico».

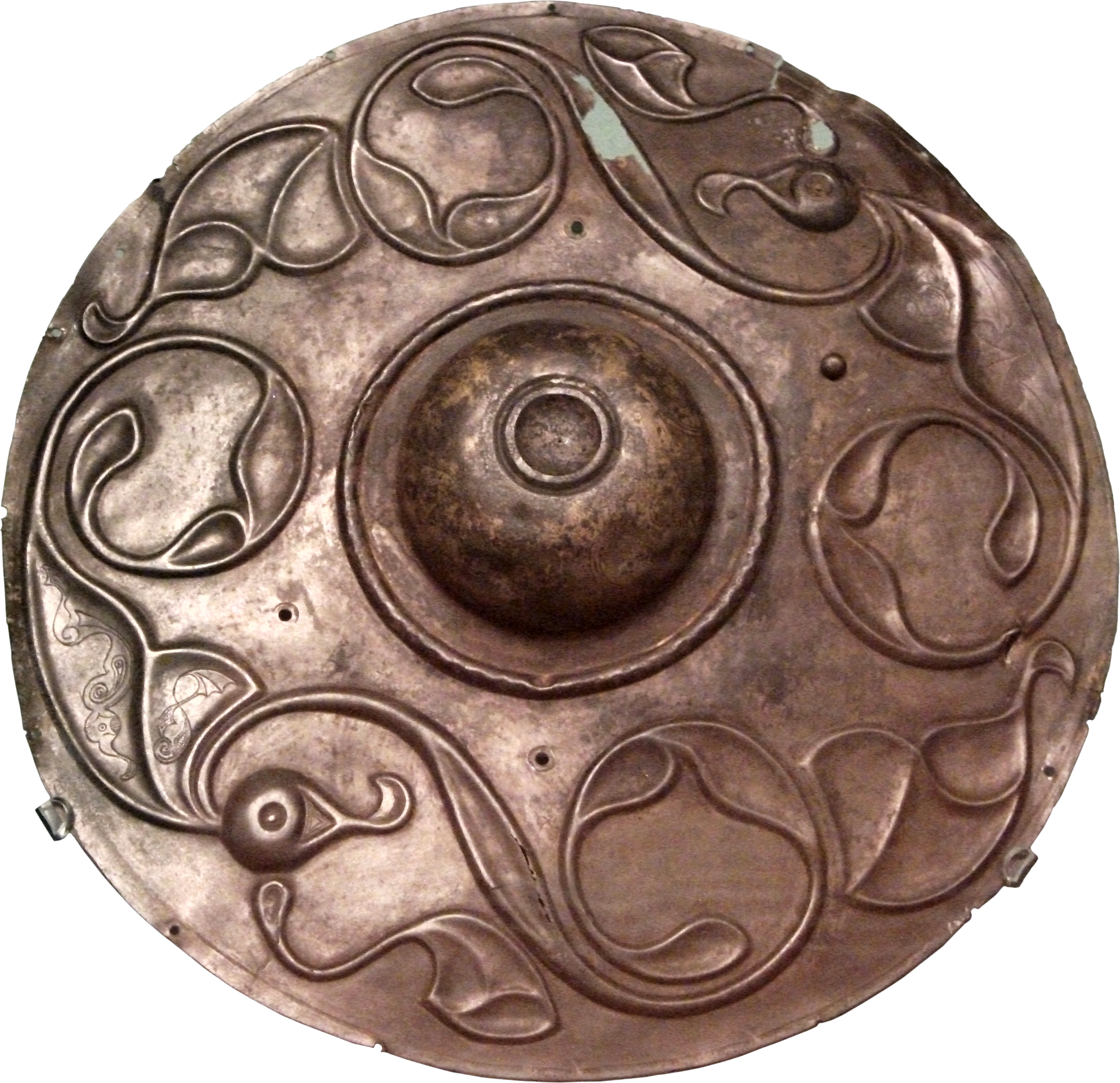
En exhibición en el Museo Británico.

## Descubrimiento
El escudo circular de bronce y otras piezas incompletas de bronce, fueron encontradas durante las operaciones de dragado del río Támesis en Wandsworth en 1849 o antes, y fueron presentadas al Royal Archaeological Institute (Instituto Real de Arqueología) en diciembre de 1849. Ambas piezas de escudo se donaron al Museo Británico en 1858.